# Giro di Svizzera 1980
Il Giro di Svizzera 1980, quarantaquattresima edizione della corsa, si svolse dall'11 al 20 giugno su un percorso di 1 579 km ripartiti in 9 tappe (la quarta, la settima e la nona suddivise in due semitappe ciascuna) e un cronoprologo, con partenza a Rheinfelden e arrivo a Oerlikon. Fu vinto dall'italiano Mario Beccia della Hoonved-Bottecchia davanti allo svizzero Josef Fuchs e all'olandese Joop Zoetemelk.

## Tappe
| Tappa  | Data      | Percorso                                       | km   | Vincitore di tappa | Leader cl. generale |
| ------ | --------- | ---------------------------------------------- | ---- | ------------------ | ------------------- |
| Prol.  | 11 giugno | Rheinfelden > Rheinfelden (cron. individuale)  | 3    | Daniel Willems     | Daniel Willems      |
| 1ª     | 12 giugno | Rheinfelden > Widnau                           | 102  | Daniel Willems     | Daniel Willems      |
| 2ª     | 13 giugno | Widnau > Wettingen                             | 191  | Daniel Willems     | Daniel Willems      |
| 3ª     | 14 giugno | Wettingen > Boncourt                           | 245  | Daniel Willems     | Daniel Willems      |
| 4ª-1ª  | 15 giugno | Boncourt > Basilea                             | 110  | Daniel Willems     | Daniel Willems      |
| 4ª-2ª  | 15 giugno | Basilea > Basilea (cron. individuale)          | 23   | Daniel Willems     | Daniel Willems      |
| 5ª     | 16 giugno | Basilea > Spiez                                | 233  | Oscar Dierickx     | Daniel Willems      |
| 6ª     | 17 giugno | Brig-Glis > Bellinzona                         | 163  | Serge Demierre     | Daniel Willems      |
| 7ª-1ª  | 18 giugno | Bellinzona > Mendrisio                         | 66   | Roland Salm        | Daniel Willems      |
| 7ª-2ª  | 18 giugno | Mendrisio > Monte Generoso (cron. individuale) | 11   | Josef Fuchs        | Joop Zoetemelk      |
| 8ª     | 19 giugno | Mendrisio > Glarona                            | 266  | Mario Beccia       | Mario Beccia        |
| 9ª-1ª  | 20 giugno | Glarona > Herrliberg                           | 81   | Ludo Peeters       | Mario Beccia        |
| 9ª-2ª  | 20 giugno | Zurigo > Oerlikon                              | 85   | Benny Schepmans    | Mario Beccia        |
| Totale | Totale    | Totale                                         | 1579 |                    |                     |

## Dettagli delle tappe

### Prologo
- 11 giugno: Rheinfelden > Rheinfelden (cron. individuale) – 3 km

| Pos. | Corridore        | Squadra    | Tempo |
| ---- | ---------------- | ---------- | ----- |
| 1    | Daniel Willems   | Ijsboerke  | 4'01" |
| 2    | Gerrie Knetemann | TI-Raleigh | a 1"  |
| 3    | Joop Zoetemelk   | TI-Raleigh | s.t.  |

| Pos. | Corridore        | Squadra    | Tempo |
| ---- | ---------------- | ---------- | ----- |
| 1    | Daniel Willems   | Ijsboerke  | 4'01" |
| 2    | Gerrie Knetemann | TI-Raleigh | a 1"  |
| 3    | Joop Zoetemelk   | TI-Raleigh | s.t.  |

### 1ª tappa
- 12 giugno: Rheinfelden > Widnau – 102 km

| Pos. | Corridore                  | Squadra    | Tempo    |
| ---- | -------------------------- | ---------- | -------- |
| 1    | Daniel Willems             | Ijsboerke  | 5h27'17" |
| 2    | Stefan Mutter              | TI-Raleigh | s.t.     |
| 3    | Jean-Philippe Vandenbrande | Safir-Ludo | s.t.     |

| Pos. | Corridore        | Squadra    | Tempo    |
| ---- | ---------------- | ---------- | -------- |
| 1    | Daniel Willems   | Ijsboerke  | 5h31'18" |
| 2    | Joop Zoetemelk   | TI-Raleigh | a 1"     |
| 3    | Gerrie Knetemann | TI-Raleigh | s.t.     |

### 2ª tappa
- 13 giugno: Widnau > Wettingen – 191 km

| Pos. | Corridore       | Squadra   | Tempo    |
| ---- | --------------- | --------- | -------- |
| 1    | Daniel Willems  | Ijsboerke | 5h07'34" |
| 2    | Dietrich Thurau | Puch      | s.t.     |
| 3    | Albert Zweifel  | Ako Bank  | s.t.     |

| Pos. | Corridore       | Squadra    | Tempo     |
| ---- | --------------- | ---------- | --------- |
| 1    | Daniel Willems  | Ijsboerke  | 10h38'52" |
| 2    | Joop Zoetemelk  | TI-Raleigh | a 1"      |
| 3    | Dietrich Thurau | Puch       | a 7"      |

### 3ª tappa
- 14 giugno: Wettingen > Boncourt – 245 km

| Pos. | Corridore       | Squadra   | Tempo    |
| ---- | --------------- | --------- | -------- |
| 1    | Daniel Willems  | Ijsboerke | 6h34'55" |
| 2    | Dietrich Thurau | Puch      | s.t.     |
| 3    | Marcel Laurens  | Marc      | s.t.     |

| Pos. | Corridore       | Squadra    | Tempo     |
| ---- | --------------- | ---------- | --------- |
| 1    | Daniel Willems  | Ijsboerke  | 17h13'47" |
| 2    | Joop Zoetemelk  | TI-Raleigh | a 1"      |
| 3    | Dietrich Thurau | Puch       | a 7"      |

### 4ª tappa - 1ª semitappa
- 15 giugno: Boncourt > Basilea – 110 km

| Pos. | Corridore          | Squadra    | Tempo    |
| ---- | ------------------ | ---------- | -------- |
| 1    | Daniel Willems     | Ijsboerke  | 3h01'23" |
| 2    | Benny Schepmans    | Safir-Ludo | s.t.     |
| 3    | Giovanni Mantovani | Hoonved    | s.t.     |

| Pos. | Corridore       | Squadra    | Tempo     |
| ---- | --------------- | ---------- | --------- |
| 1    | Daniel Willems  | Ijsboerke  | 20h15'10" |
| 2    | Joop Zoetemelk  | TI-Raleigh | a 1"      |
| 3    | Dietrich Thurau | Puch       | a 7"      |

### 4ª tappa - 2ª semitappa
- 15 giugno: Basilea > Basilea (cron. individuale) – 23 km

| Pos. | Corridore      | Squadra    | Tempo   |
| ---- | -------------- | ---------- | ------- |
| 1    | Daniel Willems | Ijsboerke  | 30'45"  |
| 2    | Joop Zoetemelk | TI-Raleigh | a 43"   |
| 3    | Mario Beccia   | Hoonved    | a 1'17" |

| Pos. | Corridore       | Squadra    | Tempo     |
| ---- | --------------- | ---------- | --------- |
| 1    | Daniel Willems  | Ijsboerke  | 20h45'52" |
| 2    | Joop Zoetemelk  | TI-Raleigh | a 47"     |
| 3    | Dietrich Thurau | Puch       | a 1'36"   |

### 5ª tappa
- 16 giugno: Basilea > Spiez – 233 km

| Pos. | Corridore      | Squadra          | Tempo    |
| ---- | -------------- | ---------------- | -------- |
| 1    | Oscar Dierickx | Safir-Ludo       | 5h43'46" |
| 2    | Thierry Bolle  | Cilo-Aufina      | a 2'37"  |
| 3    | Martin Havik   | HB Alarmsystemen | a 8'32"  |

| Pos. | Corridore       | Squadra    | Tempo     |
| ---- | --------------- | ---------- | --------- |
| 1    | Daniel Willems  | Ijsboerke  | 26h47'11" |
| 2    | Joop Zoetemelk  | TI-Raleigh | a 47"     |
| 3    | Dietrich Thurau | Puch       | a 1'36"   |

### 6ª tappa
- 17 giugno: Brig-Glis > Bellinzona – 163 km

| Pos. | Corridore       | Squadra     | Tempo    |
| ---- | --------------- | ----------- | -------- |
| 1    | Serge Demierre  | Cilo-Aufina | 4h11'02" |
| 2    | Willy Vigouroux | Safir-Ludo  | a 50"    |
| 3    | Willy Sprangers | Safir-Ludo  | s.t.     |

| Pos. | Corridore       | Squadra    | Tempo     |
| ---- | --------------- | ---------- | --------- |
| 1    | Daniel Willems  | Ijsboerke  | 31h00'13" |
| 2    | Joop Zoetemelk  | TI-Raleigh | a 47"     |
| 3    | Dietrich Thurau | Puch       | a 1'36"   |

### 7ª tappa - 1ª semitappa
- 18 giugno: Bellinzona > Mendrisio – 66 km

| Pos. | Corridore       | Squadra    | Tempo    |
| ---- | --------------- | ---------- | -------- |
| 1    | Roland Salm     | Puch       | 1h32'28" |
| 2    | Willy Sprangers | Safir-Ludo | s.t.     |
| 3    | Daniel Gisiger  | Miko       | s.t.     |

| Pos. | Corridore       | Squadra    | Tempo     |
| ---- | --------------- | ---------- | --------- |
| 1    | Daniel Willems  | Ijsboerke  | 32h33'07" |
| 2    | Joop Zoetemelk  | TI-Raleigh | a 47"     |
| 3    | Dietrich Thurau | Puch       | a 1'36"   |

### 7ª tappa - 2ª semitappa
- 18 giugno: Mendrisio > Monte Generoso (cron. individuale) – 11 km

| Pos. | Corridore       | Squadra    | Tempo  |
| ---- | --------------- | ---------- | ------ |
| 1    | Josef Fuchs     | Gis Gelati | 31'46" |
| 2    | Joop Zoetemelk  | TI-Raleigh | a 11"  |
| 3    | Lucien Van Impe | Marc       | a 16"  |

| Pos. | Corridore       | Squadra    | Tempo     |
| ---- | --------------- | ---------- | --------- |
| 1    | Joop Zoetemelk  | TI-Raleigh | 33h05'51" |
| 2    | Mario Beccia    | Hoonved    | a 1'03"   |
| 3    | Lucien Van Impe | Marc       | a 1'10"   |

### 8ª tappa
- 19 giugno: Mendrisio > Glarona – 266 km

| Pos. | Corridore    | Squadra    | Tempo    |
| ---- | ------------ | ---------- | -------- |
| 1    | Mario Beccia | Hoonved    | 7h43'48" |
| 2    | Josef Fuchs  | Gis Gelati | a 2'01"  |
| 3    | Luciano Loro | Hoonved    | s.t.     |

| Pos. | Corridore      | Squadra    | Tempo     |
| ---- | -------------- | ---------- | --------- |
| 1    | Mario Beccia   | Hoonved    | 40h50'42" |
| 2    | Josef Fuchs    | Gis Gelati | a 2'12"   |
| 3    | Joop Zoetemelk | TI-Raleigh | a 3'21"   |

### 9ª tappa - 1ª semitappa
- 20 giugno: Glarona > Herrliberg – 81 km

| Pos. | Corridore        | Squadra          | Tempo    |
| ---- | ---------------- | ---------------- | -------- |
| 1    | Ludo Peeters     | Ijsboerke        | 2h01'38" |
| 2    | Heddie Nieuwdorp | HB Alarmsystemen | a 21"    |
| 3    | Bruno Wolfer     | Bianchi          | a 25"    |

| Pos. | Corridore      | Squadra    | Tempo     |
| ---- | -------------- | ---------- | --------- |
| 1    | Mario Beccia   | Hoonved    | 40h50'42" |
| 2    | Josef Fuchs    | Gis Gelati | a 2'12"   |
| 3    | Joop Zoetemelk | TI-Raleigh | a 3'15"   |

### 9ª tappa - 2ª semitappa
- 20 giugno: Zurigo > Oerlikon – 85 km

| Pos. | Corridore         | Squadra    | Tempo    |
| ---- | ----------------- | ---------- | -------- |
| 1    | Benny Schepmans   | Safir-Ludo | 2h18'45" |
| 2    | Wilfried Wesemael | TI-Raleigh | s.t.     |
| 3    | Rudy Pevenage     | Ijsboerke  | s.t.     |

| Pos. | Corridore      | Squadra    | Tempo     |
| ---- | -------------- | ---------- | --------- |
| 1    | Mario Beccia   | Hoonved    | 43h13'57" |
| 2    | Josef Fuchs    | Gis Gelati | a 2'12"   |
| 3    | Joop Zoetemelk | TI-Raleigh | a 3'15"   |

## Classifiche finali

### Classifica generale
| Pos. | Corridore       | Squadra                | Tempo     |
| ---- | --------------- | ---------------------- | --------- |
| 1    | Mario Beccia    | Hoonved-Bottecchia     | 43h13'57" |
| 2    | Josef Fuchs     | Gis Gelati             | a 2'12"   |
| 3    | Joop Zoetemelk  | Ti-Raleigh-Creda       | a 3'15"   |
| 4    | Lucien Van Impe | Marc-Carlos-v.r.d.-IWC | a 4'25"   |
| 5    | Daniel Willems  | Ijsboerke-Warncke Eis  | a 4'27"   |
| 6    | Luciano Loro    | Hoonved-Bottecchia     | a 5'04"   |
| 7    | Albert Zweifel  | Ako Bank               | a 5'50"   |
| 8    | Godi Schmutz    | Cilo-Aufina            | a 6'08"   |
| 9    | Paul Wellens    | Ti-Raleigh-Creda       | a 6'28"   |
| 10   | Theo de Rooy    | Ijsboerke-Warncke Eis  | a 6'36"   |